# Titești
Titești est une commune roumaine située dans le județ de Vâlcea.